# Wintermute Engine
Wintermute Engine est un logiciel et moteur de jeu freeware  créé en 2003 par le développeur tchèque Jan Nedoma, permettant notamment la création de jeux d'aventure graphiques en point & click. Wintermute permet aussi bien de créer des jeux en 2D avec vue subjective qu'en 2.5D avec vision objective (il s'agit d'utiliser des personnages 3D dans des décors 2D).
Wintermute est souvent utilisé pour programmer des jeux d'aventure qui sortent eux-mêmes sous licence libre, mais est aussi utilisé pour programmer des jeux commerciaux.

## Jeux réalisés avec Wintermute
Une liste exhaustive ou quasi-exhaustive des jeux développés et en cours de développement avec Wintermute est disponible sur le site officiel du moteur de jeu. Certaines productions commerciales notables y figurent :
- 2008 : Art of Murder: FBI Confidential (2.5D, vision cinéma)
- 2008 : The Lost Crown (2D, vision subjective)
- 2009 : Dark Fall: Lost Souls (2D, vision subjective)
- 2009 : Rhiannon : La Malédiction des Quatre Branches (2D, vision subjective)